# COX4I1
COX4I1 (англ. Cytochrome c oxidase subunit 4I1) – білок, який кодується однойменним геном, розташованим у людей на короткому плечі 16-ї хромосоми.  Довжина поліпептидного ланцюга білка становить 169 амінокислот, а молекулярна маса — 19 577.
| 10         |  | 20         |  | 30         |  | 40         |  | 50         |
| ---------- |  | ---------- |  | ---------- |  | ---------- |  | ---------- |
| MLATRVFSLV |  | GKRAISTSVC |  | VRAHESVVKS |  | EDFSLPAYMD |  | RRDHPLPEVA |
| HVKHLSASQK |  | ALKEKEKASW |  | SSLSMDEKVE |  | LYRIKFKESF |  | AEMNRGSNEW |
| KTVVGGAMFF |  | IGFTALVIMW |  | QKHYVYGPLP |  | QSFDKEWVAK |  | QTKRMLDMKV |
| NPIQGLASKW |  | DYEKNEWKK  |  |            |  |            |  |            |

A: Аланін

C: Цистеїн

D: Аспарагінова кислота

E: Глутамінова кислота

F: Фенілаланін

G: Гліцин

H: Гістидин

I: Ізолейцин

K: Лізин

L: Лейцин

M: Метіонін

N: Аспарагін

P: Пролін

Q: Глутамін

R: Аргінін

S: Серин

T: Треонін

V: Валін

W: Триптофан

Локалізований у мембрані, мітохондрії, внутрішній мембрані мітохондрії.